# حيل سينمائية
الحيل السينمائية في دور السينما فكرةٌ غير عادية تهدف إلى تعزيز تجربة مشاهدة الفيلم، وبالتالي زيادة المبيعات في شباك التذاكر. والعديد من هذه الحيل لم يُستخدم إلا في عدد قليل من الأفلام، مما يثبت أنها لم تلاقِ شعبية مع الجماهير ولا مالكي دور السينما. فنظام رائحة المشهد (Smell-o-vision) الذي كان يطلق روائح تتعلق بالفيلم خلال عرضه، ولم تظهر إلا في فيلم عبق الغموض (Scent of Mystery) لأن الجماهير لم تستمتع بهذه التجربة. كما ترك المخرجون استخدام نظام سين ساراوند (Sensurround) الذي ابتكر كطريقة لتعزيز الصوت في فيلم الزلزال (Earthquake) عام 1974 لأنه ألحق أضرارًا بدور العرض في بعض الأحيان. وتدريجيًا مع التطور التكنولوجي ظهرت 'حيل سينمائية' أخرى أصبحت أكثر شيوعًا في السينما. ومن أمثلة ذلك: الأفلام ثلاثية الأبعاد واستخدام تقسيم الشاشة، والذي كان يستخدم فيه في البداية جهازا عرض في دار العرض.

## ويليام كاسيل
كان لمخرج أفلام الرعب ويليام كاسيل (William Castle) سمعة خاصة في استخدام وسائل الحيل السينمائية في دور السينما، حتى أن جيمس واترز (James Waters) وصفه بأنه «ملك الحيل السينمائية». ومن أجل عرض فيلم ذا تينجلر (The Tingler) عام 1959، الذي يحكي عن مخلوق ينمو في قاع العمود الفقري ولا يمكن قتله إلا عن طريق الصراخ، قامت بعض دور السينما بتثبيت أجهزةٍ تحدث اهتزازاتٍ في المقاعد يتم تفعيلها بشكل عشوائيٍ خلال أحد مشاهد الفيلم، مع صوت يحفز الجمهور قائلاً «اصرخوا - اصرخوا من أجل حياتكم».” وفي فيلم ثلاثة عشر شبحًا (13 Ghosts) الذي ظهر عام 1960، كان يمكن للمشاهد إما أن يُظهر الأشباح المعروضة على الشاشة أو أن يخفيها عن طريق استخدام قطعٍ من السيلوفان ذات ألوان مختلفة.